# 天河南駅
天河南駅（てんがみなみ-えき）は、中華人民共和国広東省広州市天河区天河南一路と六運二街の間に位置する広州地下鉄珠江新城新交通システム線の駅である。1号線の体育中心駅から200メートルである。

## 歴史
- 2010年11月8日：開業[2]。

## 駅構造
島式ホーム1面2線を有する地下駅。

### のりば
| 番線 | 路線    | 行先       |
| ---- | ------- | ---------- |
| 1    | ■ APM線 | 林和西方面 |
| 2    | ■ APM線 | 広州塔方面 |

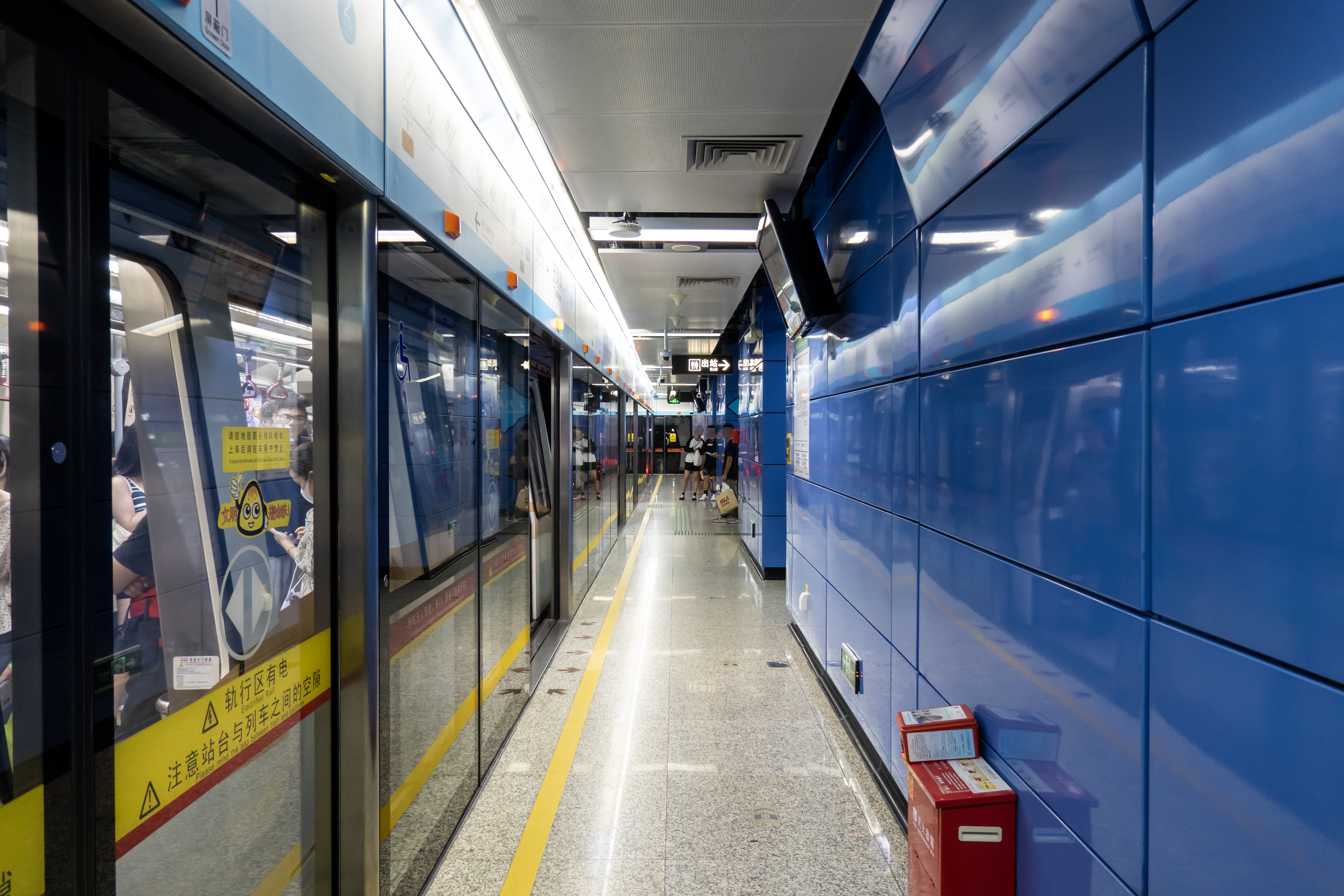
ホーム（2023年7月）
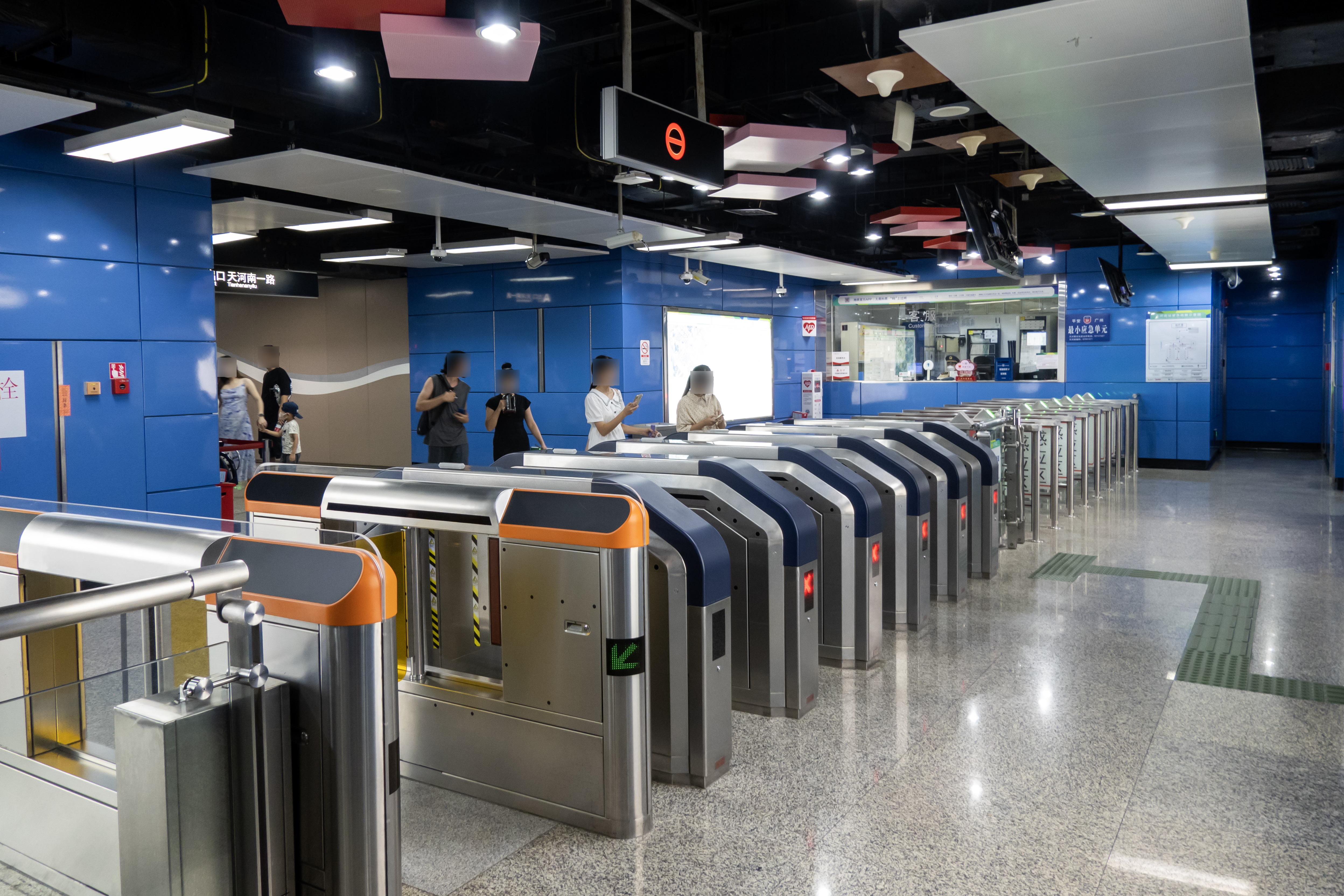
コンコース（2023年7月）

## 隣の駅
広州地下鉄
■ 珠江新城新交通システム線（APM線）
黄埔大道駅 APM06 - 天河南駅 APM07 - 体育中心南駅 APM08